# Passalus nigidioides
Passalus nigidioides là một loài bọ cánh cứng trong họ Passalidae. Loài này được Hincks miêu tả khoa học năm 1949.